# New Marlborough (Massachusetts)
New Marlborough es un pueblo ubicado en el condado de Berkshire en el estado estadounidense de Massachusetts. En el Censo de 2010 tenía una población de 1.509 habitantes y una densidad poblacional de 12,16 personas por km².

## Geografía
New Marlborough se encuentra ubicado en las coordenadas 42°5′54″N 73°14′31″O / 42.09833, -73.24194. Según la Oficina del Censo de los Estados Unidos, New Marlborough tiene una superficie total de 124.08 km², de la cual 121.44 km² corresponden a tierra firme y (2.12%) 2.63 km² es agua.

## Demografía
Según el censo de 2010, había 1.509 personas residiendo en New Marlborough. La densidad de población era de 12,16 hab./km². De los 1.509 habitantes, New Marlborough estaba compuesto por el 96.55% blancos, el 1.46% eran afroamericanos, el 0.07% eran amerindios, el 0.8% eran asiáticos, el 0% eran isleños del Pacífico, el 0.33% eran de otras razas y el 0.8% pertenecían a dos o más razas. Del total de la población el 1.79% eran hispanos o latinos de cualquier raza.